# دافور روبنيك
دافور روبنيك (بالكرواتية: Davor Rupnik)‏ هو لاعب كرة قدم ومدرب كرة قدم كرواتي، ولد في 29 أغسطس 1971. لعب مع نادي أوسييك.